# 城南古巷
城南古巷，位于中华人民共和国浙江省金华市兰溪市云山街道人民南路西侧，包括探花巷、绣衣巷、曲巷、风筝巷、忠锡巷、彩衣巷等十余条巷弄，拥有大量清代店铺、民居建筑遗存。
1997年9月2日，城南古巷公布为兰溪市文物保护单位。